# Nieefektywność X
Nieefektywność X (ang. X-inefficiency) − sytuacja w gospodarce, kiedy producenci nie wybierają najtańszych sposobów produkcji poszczególnych ilości wytwarzanego dobra. Pojawia się wtedy, gdy koszt wytworzenia pewnej ilości dobra przez przedsiębiorstwo jest większy od najmniejszego możliwego kosztu wytworzenia tej ilości dobra, czyli występuje marnotrawstwo zasobów.   

## Możliwe przyczyny
- Menedżerom bardziej zależy na powiększaniu przedsiębiorstwa, na własnej wygodzie, na unikaniu ryzyka, wspieraniu znajomych pracowników (kumoterstwo, nepotyzm), niż na minimalizacji kosztów produkcji.
- Zły nadzór i wadliwy system motywowania pracowników, którym nie opłaca się efektywniej pracować.
- Przedsiębiorstwo nie jest poddane presji konkurencji i warunkiem przetrwania na rynku przestaje być efektywność.

## Cechy
Nie każda forma marnotrawstwa jest nieefektywnością typu X. Na przykład niewykorzystywanie przez niewielkie przedsiębiorstwa korzyści skali nią nie jest.
Warunkiem maksymalizacji zysku przez wolnokonkurencyjną firmę, która wykorzystuje różne zasoby, jest zrównanie się krańcowego przychodu z każdego z nich, MRP(F), z ceną jego jednostki P(F). Oznacza to, że:

MRP(L) / P(L) = MRP(C) / P(C) = MRP(LD) / P(LD) = 1.
Gdzie:
MRP(F) - krańcowy przychód z dodatkowej jednostki danego zasobu (ang. marginal revenue product of factor)
P(F) - cena jednostki danego zasobu (ang. price of factor)
L - zasób pracy (ang. labour)
C - zasób kapitału (ang. capital)
LD - zasób ziemi (ang. land)
Warunek ten jest odmianą warunku MR = MC (krańcowy przychód = krańcowy koszt), czyli tzw. "Złotej reguły". Jego spełnienie oznacza bowiem niewystępowanie nieefektywności typu X.

## Występowanie w państwowych przedsiębiorstwach
Szczególnie zagrożone nieefektywnością typu X zdają się być przedsiębiorstwa państwowe z rozmytymi prawami własności (tzw. własność niczyja). Zdaniem niektórych ekonomistów, nie jest to jednak efektem świadomych decyzji polityków gospodarczych, mających na celu podniesienie efektywności alokacyjnej, lecz raczej rezultatem złego zarządzania, nieefektywności powodowanych przez „ograniczenia“ polityczne, niewłaściwych relacji między menedżerami przedsiębiorstw państwowych, a politykami, bądź też korupcji. Przykładów dostarcza tutaj historia gospodarcza PRL za czasów realnego socjalizmu.